# 吉田忠裕
吉田 忠裕（よしだ ただひろ、1947年1月5日 - ）は、日本の経営者。YKK元社長・元会長。富山県魚津市出身。創業者吉田忠雄の長男。

## 経歴・人物
千代田区立九段中学校、慶應義塾高等学校を経て、1969年に慶應義塾大学法学部法律学科を卒業し、1972年に吉田産業（現在のYKK）に入社。1978年に取締役に就任し、1980年に専務、1985年に副社長を経て、1993年7月に社長に就任。1999年6月には会長も兼任。2011年6月から2018年6月までに会長を務めた。2024年、旭日重光章受章。